# La Masia
La Masia er navnet på FC Barcelonas forhenværende træningsfaciliteter placeret i nærheden af Camp Nou i Barcelonas Les Corts-distrikt. Det er sidenhen gået hen og blevet betegnelsen for klubbens verdensberømte fodboldskole. 
Fodboldskolen har siden sin oprettelse i 1979 uddannet mere end 300 unge spillere, heriblandt flere nuværende profiler, Lionel Messi, Andrés Iniesta, Sergio Busquets, Gerard Piqué, Pedro Rodríguez, Cesc Fabregas og Lamine Yamal. Barcelona legenderne Xavi, Pep Guardiola, Albert Ferrer, Carles Puyol og Guillermo Amor er også uddannet på La Masia.

## Historie
Inden ejendommen blev købt af FC Barcelona, var det et gammelt landbrug, opført i 1702. Bygningen blev oprindeligt anvendt som et mødested for arkitekter og bygherre til det nye stadion, Camp Nou. Efter stadionets indvielse den 24. september 1957, blev La Masia lukket ned.
Under Enric Llaudets præsidentembede blev bygningen ombygget og udvidet. Det blev genåbnet som et administrativt center for klubben den 26. september 1966. Imidlertid kunne La Masia ikke håndtere den støt stigende mængde af personale i klubben. Derfor blev det på foranledning af Josep Núñez ombygget i 1979 til at huse unge akademi-spillere.
Idéen til et akademi for unge spillere, blev foreslået af Johan Cruyff, en tidligere spiller, der selv havde gået på Ajax Amsterdams tilsvarende program for unge spillere, kaldet "Jong Ajax". Daværende præsident Núñez indsatte Oriol Tort som direktør som sidenhen har lagt navn til klubbens nye La Masia bygning der er en del af klubbens nye træningsanlæg "Ciutat Esportiva Joan Gamper" i bydelen Sant Joan Despí. 